# Reischach (Wald)
Reischach is een plaats in de Duitse gemeente Wald (Hohenzollern), deelstaat Baden-Württemberg, en telt 68 inwoners (2008).